# Hope and Faith/Episodenliste
Diese Episodenliste enthält alle Episoden der US-amerikanischen Sitcom Hope and Faith, sortiert nach der US-amerikanischen Erstausstrahlung. Zwischen 2003 und 2006 entstanden in drei Staffeln 73 Episoden mit einer Länge von jeweils etwa 22 Minuten.

## Übersicht
| Staffel | Episodenanzahl | Erstausstrahlung USA | Erstausstrahlung USA | Deutschsprachige Erstausstrahlung | Deutschsprachige Erstausstrahlung |
| Staffel | Episodenanzahl | Staffelstart         | Staffelfinale        | Staffelstart                      | Staffelfinale                     |
| ------- | -------------- | -------------------- | -------------------- | --------------------------------- | --------------------------------- |
| 1       | 25             | 23. September 2003   | 14. Mai 2004         | 10. Mai 2006                      | 26. Mai 2006                      |
| 2       | 26             | 24. September 2004   | 6. Mai 2005          | 26. Mai 2006                      | 14. Juni 2006                     |
| 3       | 22             | 30. September 2005   | 2. Mai 2006          | 14. Juni 2006                     | 29. Juni 2006                     |

## Staffel 1
Die Erstausstrahlung der ersten Staffel war vom 23. September 2003 bis zum 14. Mai 2004 auf dem US-amerikanischen Sender ABC zu sehen. Die deutschsprachige Erstausstrahlung sendete der deutsche Free-TV-Sender sixx vom 10. bis zum 26. Mai 2013.
| Nr. (ges.) | Nr. (St.) | Deutscher Titel                  | Originaltitel                           | Erstausstrahlung USA | Deutschsprachige Erstausstrahlung (D) | Regie        | Drehbuch                                              |
| ---------- | --------- | -------------------------------- | --------------------------------------- | -------------------- | ------------------------------------- | ------------ | ----------------------------------------------------- |
| 1          | 1         | Die Heiligen und die Sünder      | Pilot                                   | 23. Sep. 2003        | 10. Mai 2006                          | Gil Junger   | Joanna Johnson                                        |
| 2          | 2         | Vom Finger gelutscht             | Remembrance of Rings Past               | 3. Okt. 2003         | 10. Mai 2006                          | Gil Junger   | Jennie Snyder & Victoria Webster                      |
| 3          | 3         | Der schärfste Tag                | The Un-Graduate                         | 10. Okt. 2003        | 11. Mai 2006                          | Gil Junger   | Andrew Kreisberg                                      |
| 4          | 4         | Promis arbeiten nicht            | Summary Judgment                        | 17. Okt. 2003        | 11. Mai 2006                          | Gil Junger   | Joanna Johnson                                        |
| 5          | 5         | Amok im Buchclub                 | About A Book Club                       | 24. Okt. 2003        | 12. Mai 2006                          | Gil Junger   | Jessica Kaminsky                                      |
| 6          | 6         | Paolo                            | Hope Has No Faith (The Halloween Story) | 31. Okt. 2003        | 12. Mai 2006                          | Gil Junger   | David S. Rosenthal                                    |
| 7          | 7         | Ein rotes Cabrio                 | Car Commercial                          | 7. Nov. 2003         | 13. Mai 2006                          | Gil Junger   | Taylor Hamra                                          |
| 8          | 8         | Schluß mit Randy!                | Hope And Faith Get Randy                | 14. Nov. 2003        | 13. Mai 2006                          | Gil Junger   | David S. Rosenthal                                    |
| 9          | 9         | Von Aliens entführt              | Phone Home For The Holidays             | 21. Nov. 2003        | 14. Mai 2006                          | Gil Junger   | Kat Likkel & John Hoberg                              |
| 10         | 10        | Sei doch nicht so aggressiv!     | Anger Management                        | 5. Dez. 2003         | 14. Mai 2006                          | Gil Junger   | Mark Driscoll                                         |
| 11         | 11        | Prügel für den Weihnachtsmann    | Silent Night, Opening Night             | 12. Dez. 2003        | 17. Mai 2006                          | Gil Junger   | Jennie Snyder & Victoria Webster                      |
| 12         | 12        | Die falsche Schwedin             | The Wedding                             | 9. Jan. 2004         | 17. Mai 2006                          | Gil Junger   | Taylor Hamra                                          |
| 13         | 13        | Charley und die Vorstadtschlampe | Madam President                         | 21. Jan. 2004        | 18. Mai 2006                          | Gil Junger   | Mark Driscoll                                         |
| 14         | 14        | Zwei Damen vom Grill             | The Diner Show                          | 6. Feb. 2004         | 18. Mai 2006                          | Gil Junger   | Andrew Kreisberg                                      |
| 15         | 15        | Unser Mann aus Afrika            | Mismatch                                | 13. Feb. 2004        | 19. Mai 2006                          | Don Scardino | Tom Devanney                                          |
| 16         | 16        | Baseball in der Mikrowelle       | Charley’s Baseball                      | 20. Feb. 2004        | 19. Mai 2006                          | Gil Junger   | Kat Likkel & John Hoberg                              |
| 17         | 17        | Ronnie und Donnie                | Prom And Circumstance (Almost Paradise) | 27. Feb. 2004        | 20. Mai 2006                          | Gil Junger   | Alex Carter                                           |
| 18         | 18        | Die zwei Geschworenen            | Jury Duty                               | 5. März 2004         | 20. Mai 2006                          | Gil Junger   | Tod Himmel                                            |
| 19         | 19        | Perle Olga                       | Faith’s Maid                            | 19. März 2004        | 21. Mai 2006                          | Jerry Zaks   | Kat Likkel & John Hoberg Idee: Taylor Hamra           |
| 20         | 20        | Das Brustbild                    | Hope Gets A Job                         | 9. Apr. 2004         | 21. Mai 2006                          | Gil Junger   | Joanna Johnson                                        |
| 21         | 21        | Wohnmobil-Bob                    | Faith’s Husband                         | 16. Apr. 2004        | 24. Mai 2006                          | Gil Junger   | Tod Himmel                                            |
| 22         | 22        | Alte Affen                       | Jack’s Back                             | 30. Apr. 2004        | 24. Mai 2006                          | Jerry Zaks   | David S.Rosenthal                                     |
| 23         | 23        | Tief gesunken                    | Trade Show                              | 7. Mai 2004          | 25. Mai 2006                          | Don Scardino | Mark Driscoll                                         |
| 24         | 24        | Die zweite Chance – Teil 1       | Daytime Emmys (1)                       | 14. Mai 2004         | 25. Mai 2006                          | Gil Junger   | Jennie Snyder & Victoria Webster Idee: Joanna Johnson |
| 25         | 25        | Die zweite Chance – Teil 2       | Daytime Emmys (2)                       | 14. Mai 2004         | 26. Mai 2006                          | Gil Junger   | Jennie Snyder & Victoria Webster Idee: Joanna Johnson |

## Staffel 2
Die Erstausstrahlung der zweiten Staffel war vom 24. September 2004 bis zum 6. Mai 2005 auf dem US-amerikanischen Sender ABC zu sehen. Die deutschsprachige Erstausstrahlung sendete der deutsche Free-TV-Sender sixx vom 26. Mai bis zum 14. Juni 2006.
| Nr. (ges.) | Nr. (St.) | Deutscher Titel            | Originaltitel              | Erstausstrahlung USA | Deutschsprachige Erstausstrahlung (D) | Regie                          | Drehbuch                          |
| ---------- | --------- | -------------------------- | -------------------------- | -------------------- | ------------------------------------- | ------------------------------ | --------------------------------- |
| 26         | 1         | Halb in Indien             | Escape From Albuquerque    | 24. Sep. 2004        | 26. Mai 2006                          | Don Scardino                   | Peter Murrieta                    |
| 27         | 2         | Platz zum Wohnen           | Mall In The Family         | 1. Okt. 2004         | 27. Mai 2006                          | Don Scardino                   | David S. Rosenthal                |
| 28         | 3         | Unter Schwestern           | Queer As Hope              | 15. Okt. 2004        | 27. Mai 2006                          | Don Scardino                   | Joanna Johnson                    |
| 29         | 4         | Dranbleiben!               | Hold The Phone             | 22. Okt. 2004        | 28. Mai 2006                          | Don Scardino                   | Jenna Bruce                       |
| 30         | 5         | Rache zu Halloween         | Faith Scare-Field          | 29. Okt. 2004        | 28. Mai 2006                          | Don Scardino                   | Tom Leopold                       |
| 31         | 6         | Daddy in Love              | Natal Attraction           | 5. Nov. 2004         | 31. Mai 2006                          | Gil Junger                     | Bob Gaylor                        |
| 32         | 7         | Baby oder Klavier?         | Stand By Your Mandi        | 12. Nov. 2004        | 31. Mai 2006                          | Gil Junger                     | Taylor Hamra                      |
| 33         | 8         | Puppenmutti                | The Dolly Mama             | 19. Nov. 2004        | 1. Juni 2006                          | Gil Junger                     | Tod Himmel                        |
| 34         | 9         | Mein Sohn Justin           | Just-In Time               | 19. Nov. 2004        | 1. Juni 2006                          | Don Scardino                   | Joanna Johnson                    |
| 35         | 10        | Besuch in Hollywood        | 9012-Uh-Oh                 | 26. Nov. 2004        | 2. Juni 2006                          | Gil Junger                     | Joanna Johnson                    |
| 36         | 11        | Das erste Mal              | Do I Look Frat In This?    | 3. Dez. 2004         | 2. Juni 2006                          | Don Scardino                   | Jennie Snyder & Victoria Webster  |
| 37         | 12        | Arubah für alle            | Aru-Bah Humbug             | 17. Dez. 2004        | 3. Juni 2006                          | Don Scardino                   | Peter Murrieta                    |
| 38         | 13        | Der Gooch                  | The Gooch                  | 7. Jan. 2005         | 3. Juni 2006                          | Gil Junger                     | Tod Himmel                        |
| 39         | 14        | Noch ein rotes Cabrio      | Another Car Commercial     | 14. Jan. 2005        | 4. Juni 2006                          | Gil Junger                     | Taylor Hamra                      |
| 40         | 15        | Die Hiroshima-Karpfen      | Carmen Get It              | 21. Jan. 2005        | 4. Juni 2006                          | Gil Junger                     | Jenna Bruce                       |
| 41         | 16        | Meeresfrüchtchen           | Catering-a-ding-ding       | 28. Jan. 2005        | 7. Juni 2006                          | Don ScardinoDavid S. Rosenthal | David S. Rosenthal                |
| 42         | 17        | Flucht aus dem Altersheim  | O’ Sister, Where Art Thou? | 4. Feb. 2005         | 7. Juni 2006                          | Lynn McCracken                 | Jennie Snyder                     |
| 43         | 18        | Hope Couture               | Hope Couture               | 11. Feb. 2005        | 8. Juni 2006                          | Henry Chan                     | David S. Rosenthal                |
| 44         | 19        | Frauentausch – Teil 1      | Wife Swap (1)              | 18. Feb. 2005        | 8. Juni 2006                          | Dennis Dugan                   | Joanna Johnson & Jennie Snyder    |
| 45         | 20        | Frauentausch – Teil 2      | Wife Swap (2)              | 18. Feb. 2005        | 9. Juni 2006                          | Dennis Dugan                   | Joanna Johnson & Jennie Snyder    |
| 46         | 21        | Eine fiese Petze           | 21 Lunch Street            | 4. März 2005         | 9. Juni 2006                          | Scott Ellis                    | Marc Dworkin & Sean W. Cunningham |
| 47         | 22        | Zwei Frauen, ein Zimmer    | A Room Of One’s Own        | 5. März 2005         | 10. Juni 2006                         | Gil Junger                     | Alex Carter                       |
| 48         | 23        | China Girl                 | Faith Affair-Field         | 8. Apr. 2005         | 10. Juni 2006                         | Lynn McCracken                 | Tom Leopold                       |
| 49         | 24        | Die Wetterfee              | Weather Or Not             | 29. Apr. 2005        | 11. Juni 2006                         | Gil Junger                     | Peter Murrieta                    |
| 50         | 25        | Faith und Larry            | Of Rice And Anchor Men     | 6. Mai 2005          | 11. Juni 2006                         | Gil Junger                     | Tod Himmel                        |
| 51         | 26        | Faith und Larry… und Gooch | Season Finale              | 6. Mai 2005          | 14. Juni 2006                         | Gil Junger                     | Joanna Johnson                    |

## Staffel 3
Die Erstausstrahlung der dritten Staffel war vom 30. September 2005 bis zum 2. Mai 2006 auf dem US-amerikanischen Sender ABC zu sehen. Die deutschsprachige Erstausstrahlung sendete der deutsche Free-TV-Sender sixx vom 14. bis zum 29. Juni 2006.
| Nr. (ges.) | Nr. (St.) | Deutscher Titel                   | Originaltitel                  | Erstausstrahlung USA | Deutschsprachige Erstausstrahlung (D) | Regie               | Drehbuch                          |
| ---------- | --------- | --------------------------------- | ------------------------------ | -------------------- | ------------------------------------- | ------------------- | --------------------------------- |
| 52         | 1         | Hochzeit am Flughafen             | The Marriage (1)               | 30. Sep. 2005        | 14. Juni 2006                         | Scott Ellis         | Tod Himmel                        |
| 53         | 2         | Wieder zu haben                   | The Marriage (2)               | 30. Sep. 2005        | 15. Juni 2006                         | Scott Ellis         | Jennie Snyder                     |
| 54         | 3         | Verschollen auf hoher See         | Faith Fairfield: 1980–2005     | 7. Okt. 2005         | 15. Juni 2006                         | Don Scardino        | Sean W. Cunningham & Marc Dworkin |
| 55         | 4         | Bitte keine Hilfe mehr!           | The Phone Call                 | 14. Okt. 2005        | 16. Juni 2006                         | Scott Ellis         | Taylor Hamra                      |
| 56         | 5         | Sexy Charley                      | Love & Teeth                   | 21. Okt. 2005        | 16. Juni 2006                         | Don Scardino        | Bill Fuller & Jim Pond            |
| 57         | 6         | Eine lahme Party                  | The Halloween Party            | 28. Okt. 2005        | 17. Juni 2006                         | Don Scardino        | David Babcock                     |
| 58         | 7         | Cardio-Striptease                 | Charley’s Shirt                | 14. Nov. 2005        | 17. Juni 2006                         | Scott Ellis         | Mark Driscoll                     |
| 59         | 8         | Meine Therapeutin sagt…           | Faith’s Therapy                | 11. Nov. 2005        | 18. Juni 2006                         | Scott Ellis         | Christy Stratton                  |
| 60         | 9         | Dads Geheimnis                    | Blood is Thicker Than Daughter | 18. Nov. 2005        | 18. Juni 2006                         | Scott Ellis         | Tod Himmel                        |
| 61         | 10        | Das Glas ist halb voll            | Hope In The Middle             | 25. Nov. 2005        | 19. Juni 2006                         | Don Scardino        | Jennie Snyder                     |
| 62         | 11        | Eine Uhr für Hassan               | Christmas Time                 | 13. Dez. 2005        | 21. Juni 2006                         | Don Scardino        | Genna Yaitanes                    |
| 63         | 12        | Nachmittag im Hotel               | Sex, Lies And Faith            | 6. Jan. 2006         | 22. Juni 2006                         | Gil Junger          | Taylor Hamra                      |
| 64         | 13        | Zen und Zölibat                   | Now And Zen                    | 21. März 2006        | 22. Juni 2006                         | Scott Ellis         | Christy Stratton                  |
| 65         | 14        | Faith und ihr Penner              | Homeless Hal                   | 28. März 2006        | 23. Juni 2006                         | Scott Ellis         | Mark Driscoll                     |
| 66         | 15        | Meine Freundin, ihr Vater und ich | Meet The Parent                | 11. Apr. 2006        | 23. Juni 2006                         | Lynn McCracken      | Bill Fuller & Jim Pond            |
| 67         | 16        | Ich bedaure nichts                | Charley Shoots Faith           | 4. Apr. 2006         | 24. Juni 2006                         | Gil Junger          | Dave Boerger                      |
| 68         | 17        | The Big Shanowski                 | The Big Shanowski              | 18. Apr. 2006        | 24. Juni 2006                         | Gil Junger          | David Babcock                     |
| 69         | 18        | Zu viele Köche                    | The Restaurant                 | 18. Apr. 2006        | 25. Juni 2006                         | Lynn McCracken      | Genna Yaitanes                    |
| 70         | 19        | Flinke Finger                     | Jay Date                       | 25. Apr. 2006        | 25. Juni 2006                         | Don Scardino        | Sean W. Cunningham & Marc Dworkin |
| 71         | 20        | Krass uncool                      | Old Faithful                   | 25. Apr. 2006        | 28. Juni 2006                         | Don Scardino        | Bill Fuller & Jim Pond            |
| 72         | 21        | Salsa in der Nacht                | Faith Knows Squat              | 2. Mai 2006          | 28. Juni 2006                         | Michael Dorn        | Andrew Guest                      |
| 73         | 22        | Die Nacht mit Huey Lewis          | Hope’s Float                   | 2. Mai 2006          | 29. Juni 2006                         | Peter Marc Jacobson | Jeffrey B. Hodes & Nastaran Dibai |